# Mark Rowland
Mark Rowland (* 7. März 1963 in Horsham) ist ein ehemaliger britischer Langstreckenläufer, der vor allem im Hindernislauf erfolgreich war.

## Leben
Bei den Leichtathletik-Hallenweltmeisterschaften 1987 in Indianapolis belegte er den vierten Platz im 3000-Meter-Lauf. Den bedeutendsten Erfolg seiner Karriere feierte er ein Jahr später bei den Olympischen Spielen 1988 in Seoul. Im Hindernislauf gewann er hinter Julius Kariuki und Peter Koech die Bronzemedaille. Zum Abschluss der Saison siegte er beim Zürcher Silvesterlauf.
Rowland verpasste den Titelgewinn im Hindernislauf bei den Europameisterschaften 1990 in Split nur knapp. Am letzten Hindernis stolperte er und musste den Italiener Francesco Panetta ziehen lassen. Danach verhinderten andauernde Achillessehnenprobleme weitere herausragende Resultate Rowlands. Eine Ausnahme bildete sein vierter Platz bei den Europameisterschaften 1994 in Helsinki.
Mark Rowland ist 1,83 m groß und hatte ein Wettkampfgewicht von 68 kg. Nach Ende seiner aktiven Laufbahn nahm er eine Tätigkeit als Leichtathletiktrainer auf.

## Bestleistungen
- 3000 m: 7:54,05 min, 21. August 1994, Köln
- 3000 m Hindernis: 8:07,96 min, 30. September 1988, Seoul